# Immetalia cyanea
Immetalia cyanea là một loài bướm đêm trong họ Noctuidae.